# Vanoss (Oklahoma)
Vanoss és una comunitat no-incorporada al Comtat de Pontotoc, Oklahoma, Estats Units. La comunitat es troba a 16 quilòmetres (10 milles) a l'oest de la ciutat d'Ada. Originalment, el poble s'anomenava Midland i es trobava a pocs quilòmetres de la localització actual. Quan es va construir el Ferrocarril Central d'Oklahoma, els habitants van traslladar-se més a prop de l'estació i van canviar el nom del poble a Vanoss, en honor a Salomon Frederik van Oss, un directiu i home de finances del Ferrocarril Central d'Oklahoma.